# Doryodes promptella
Doryodes promptella är en fjärilsart som beskrevs av Walker 1863. Doryodes promptella ingår i släktet Doryodes och familjen nattflyn. Inga underarter finns listade i Catalogue of Life.